# George Gilbert Scott
George Gilbert Scott (ur. 13 lipca 1811 w Gawcott, zm. 27 marca 1878 w Londynie) – brytyjski architekt epoki wiktoriańskiej, autor projektów wielu neogotyckich budynków oraz restauracji licznych kościołów gotyckich w Anglii, działający także poza granicami Anglii.

## Życiorys
George Gilbert Scott pochodził z głęboko religijnej rodziny. W 1827 roku został oddany na naukę architektowi Jamesowi Edmestonowi. W 1831 roku powrócił do Londynu, gdzie podjął pracę początkowo w firmie budowlanej Grissel & Peto, a następnie w biurze projektowym Henry’ego Robertsa. W 1834 roku Scott zajął się projektowaniem domów robotniczych (łącznie zaprojektował ich kilkadziesiąt), początkowo jako pracownik Sampsona Kempthorne’a, a następnie Williama Bonythona Moffata, którego wspólnikiem został w 1838 roku (współpraca trwała do 1845 roku). W tym czasie zajął się także architekturą sakralną.
Zafascynowany gotykiem zaczął projektować budynki inspirowane tym stylem. W 1840 roku neogotyckim projektem wygrał konkurs na projekt pomnika Martyr's Memorial w Oksfordzie, a w początku lat 40. zaprojektował swój pierwszy duży budynek w tym stylu - kościół św. Idziego w londyńskiej dzielnicy Camberwell. W tym czasie wykonał też swoje pierwsze prace w zakresie restauracji kościołów. W 1844 roku odniósł pierwszy sukces poza Anglią – wygrał konkurs na projekt nowego kościoła św. Mikołaja w Hamburgu, co zresztą sprowadziło na niego krytykę anglikańskich kół religijnych, z którymi był blisko związany (zarzucano mu, że projektuje świątynię dla luteran).
W latach 1845–1862 Scott zajmował się bardzo licznymi projektami nowych budynków, głównie neogotyckich, zarówno sakralnych, jak i świeckich (np. ratusz w Preston lub różne budynki uczelniane). W 1847 roku otrzymał zlecenie restauracji katedry w Ely, co otworzyło mu drogę do kolejnych zleceń przy wielkich pomnikach średniowiecznej architektury brytyjskiej. M.in. w 1849 roku rozpoczął prace w opactwie Westminster, restaurował też katedry w Salisbury, Lichfield czy St David’s. W latach 1856–1861 zajmował się projektem budynków rządowych (obecnej siedziby Foreign and Commonwealth Office), po burzliwym konkursie (budynki zostały zaprojektowane w stylu włoskim).
W kolejnych latach Scott zaprojektował dwa obiekty, które należą do architektonicznych symboli epoki wiktoriańskiej w Londynie. Pierwszym z nich był Albert Memorial, zrealizowany na zamówienie królowej Wiktorii pomnik księcia Alberta w Hyde Parku, który Scott zaprojektował w 1864 roku. Zresztą również na zlecenie królowej i również w celu upamiętnienia Alberta Scott przeprojektował wystrój kaplicy Wolseya na zamku Windsor. Z kolei w 1865 roku wykonał projekt dworca oraz hotelu w St. Pancras.
Scott był niezwykle płodnym architektem, spod jego ręki wyszły projekty kilkuset budynków sakralnych i świeckich w Anglii i poza jej granicami (m.in. Niemczech, Szkocji, a także brytyjskich koloniach na całym świecie), zajmował się pracami restauracyjnymi w wielu kolejnych. Publikował książki i artykuły (m.in. wydano zebrane w dwa tomy jego wykłady na temat architektury średniowiecznej). Działalność Scotta była wielokrotnie doceniana: m.in. w 1855 roku został członkiem stowarzyszonym Royal Academy of Arts, a jej pełnoprawnym członkiem – w 1861 roku; w 1859 roku otrzymał złoty medal Royal Institute of British Architects, a w latach 1873–1876 pełnił funkcję prezydenta tej instytucji (wcześniej, w 1870 roku, odmówił jej przyjęcia); z kolei w 1872 roku, w uznaniu prac dla rodziny królewskiej, został nobilitowany i obdarzony tytułem rycerskim.
Zmarł po krótkiej chorobie 27 marca 1878 roku wskutek ataku serca, pochowany został w opactwie Westminster. Żonaty od 1838 roku z Caroline Oldrid, doczekał się pięciu synów, z których dwóch – George Gilbert Scott (młodszy) i John Oldrid Scott także zajęło się architekturą, m.in. kończąc niektóre projekty ojca, których sam nie zdołał sfinalizować przed swoją śmiercią. Znanym architektem stał się też jego wnuk Giles Gilbert Scott (syn George’a Gilberta Scotta młodszego).

## Galeria wybranych prac Scotta

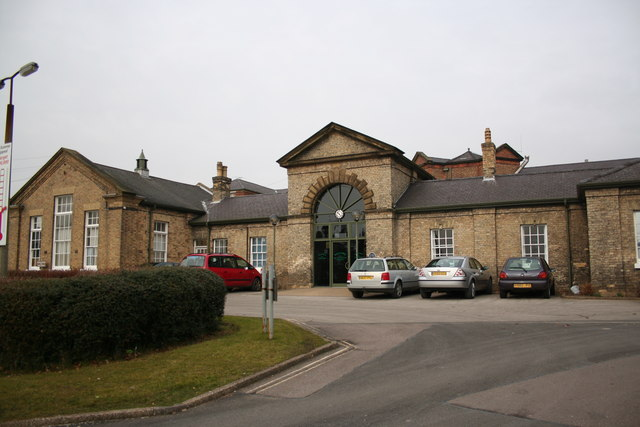
Dom robotniczy, Louth (1839)
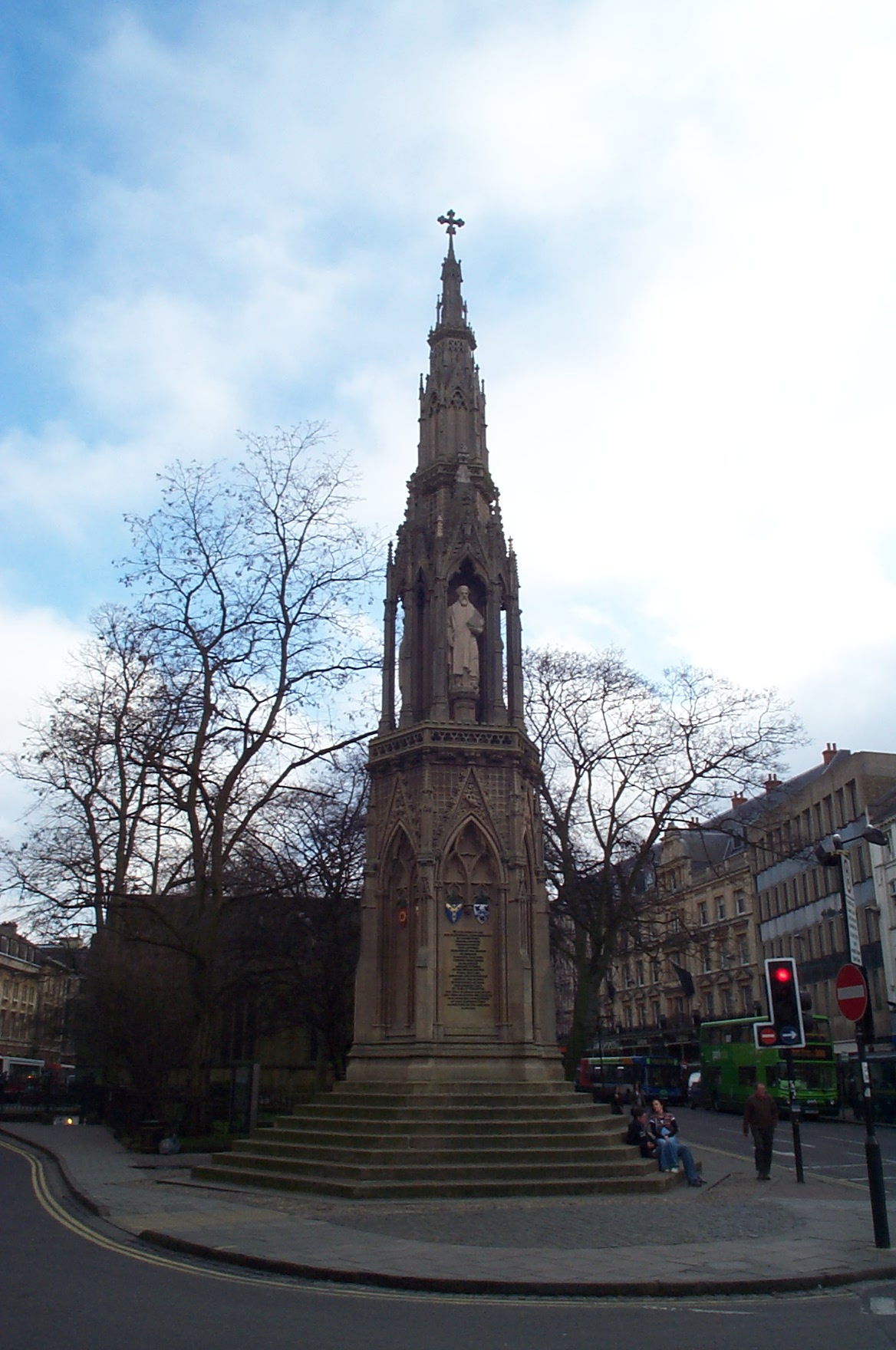
Martyrs' Memorial, Oksford (1841-43)
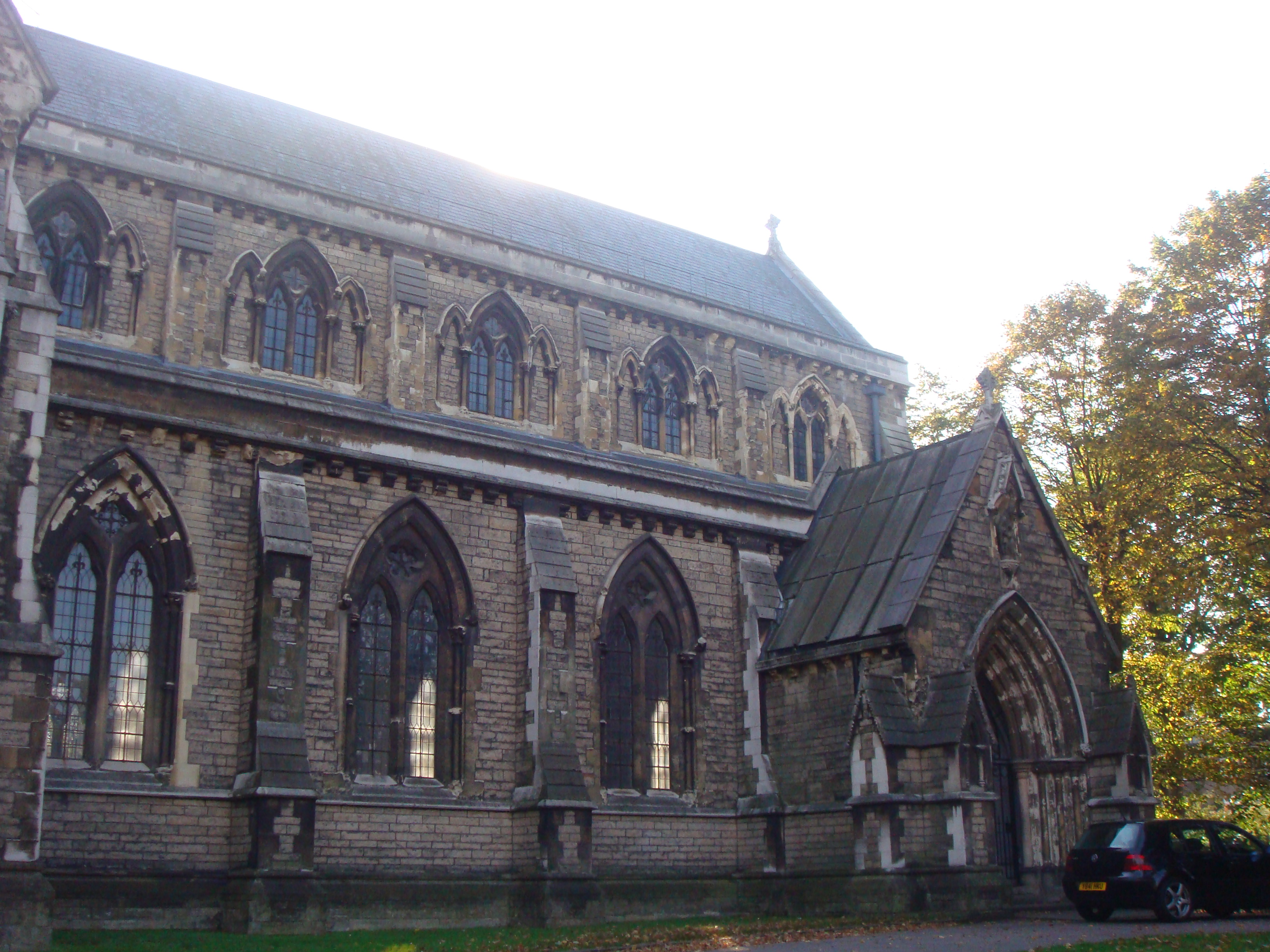
kościół św. Idziego, Camberwell (1842-44)
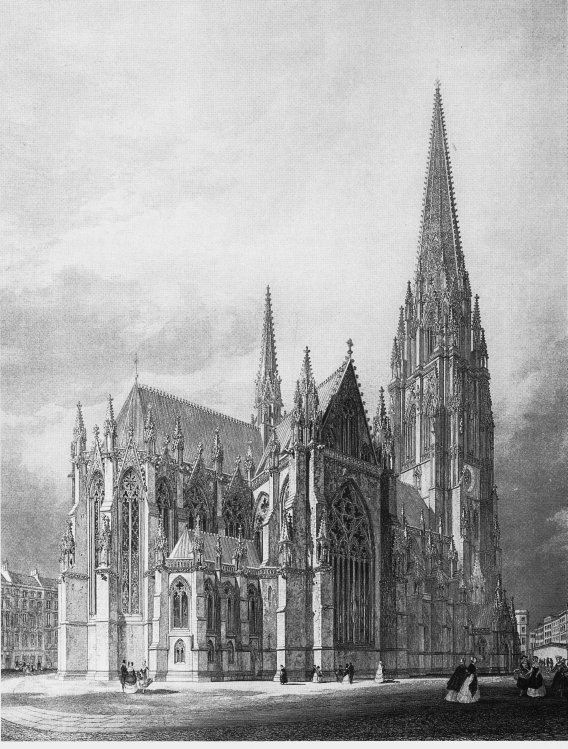
kościół św. Mikołaja, Hamburg, Niemcy (1845-80)
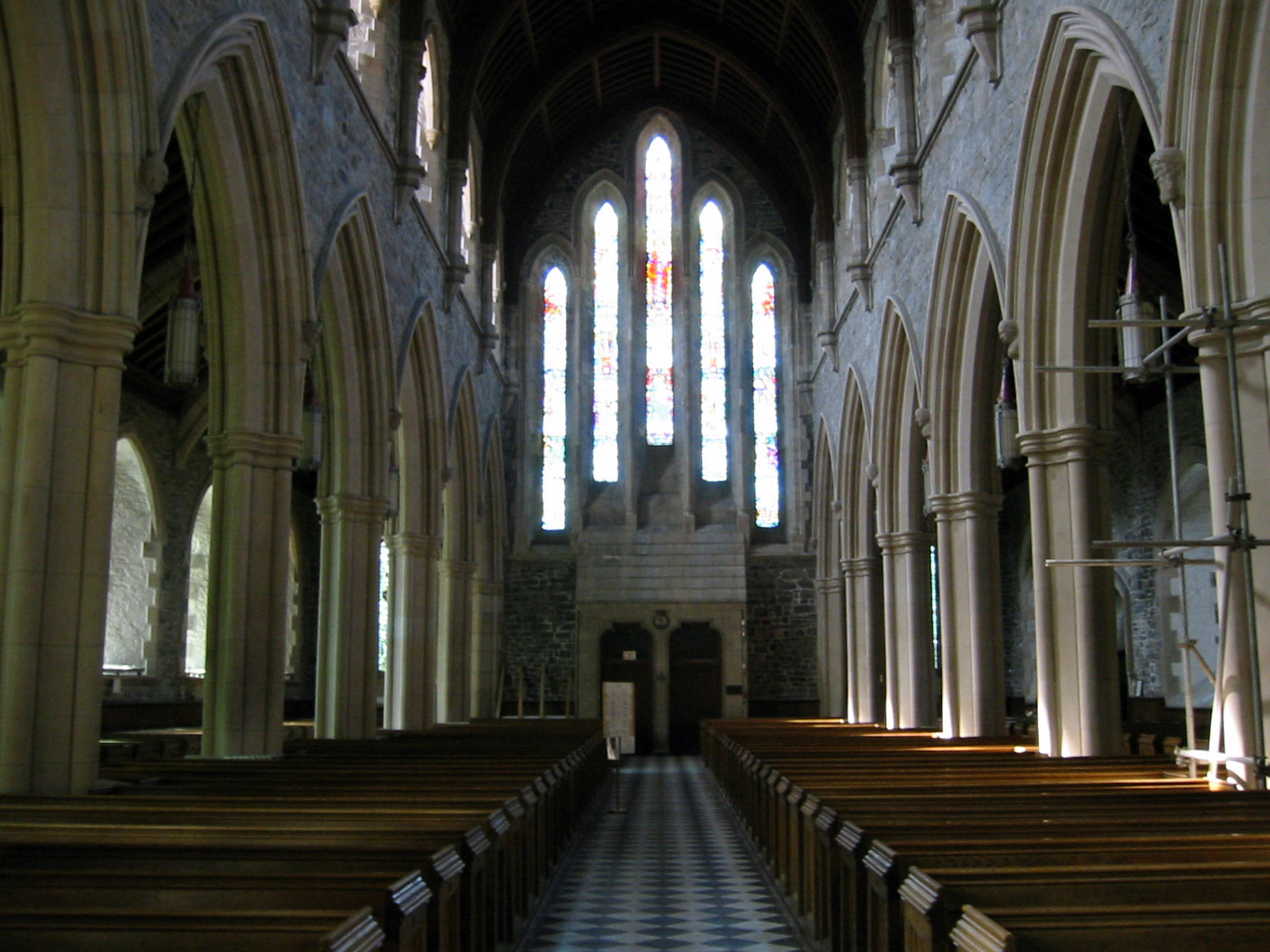
katedra, St.John’s, Kanada (1847-1905)
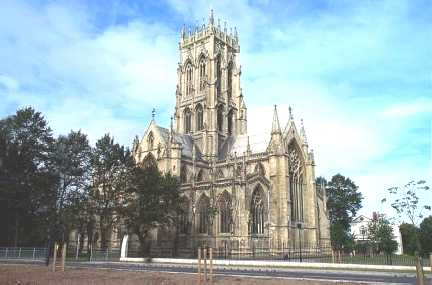
kościół św. Jerzego, Doncaster (1853-8)
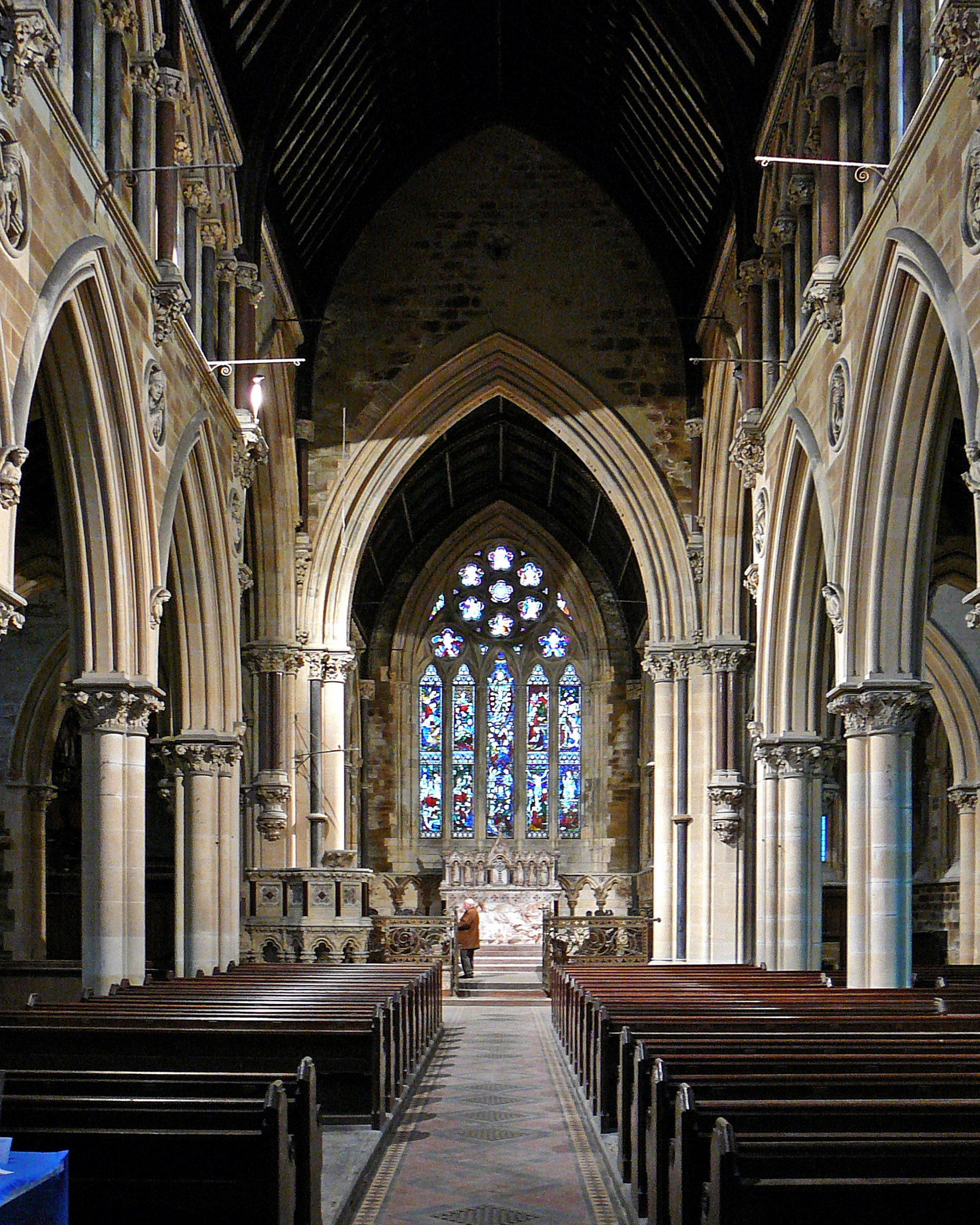
All Souls', Haley Hill, Halifax (1856-59)
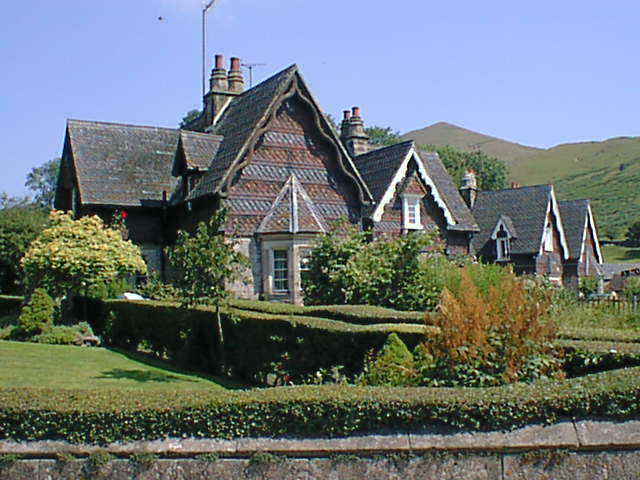
domy, Ilam (c.1871)
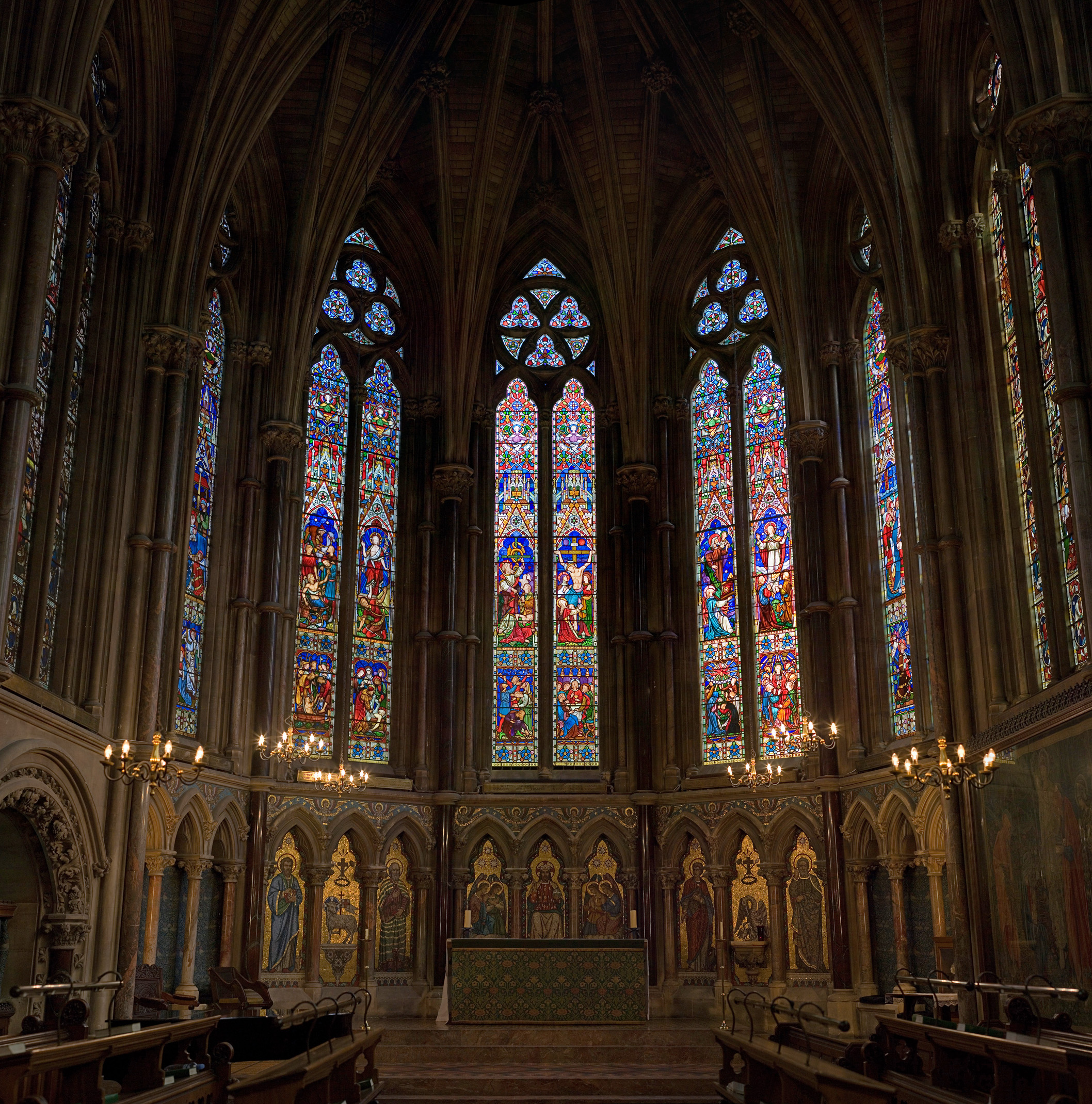
kaplica w Exeter College, Oksford (1857-9)
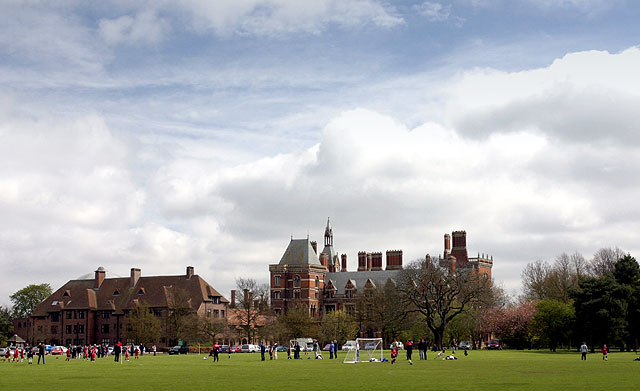
Kelham Hall, Nottinghamshire (1858-62)
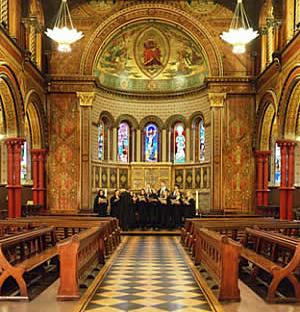
kaplica w King’s College, Londyn (1861-62)
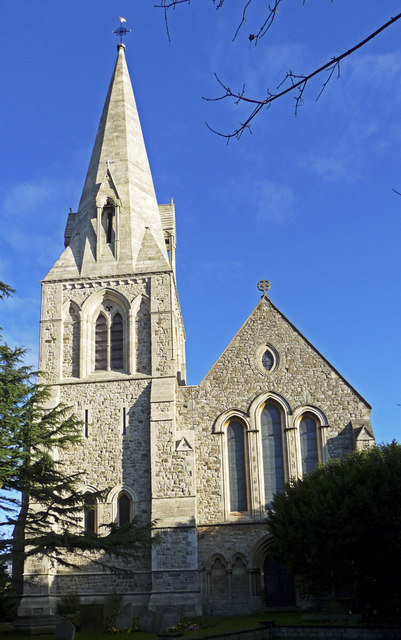
kościół, Southgate, Londyn (1861-62)
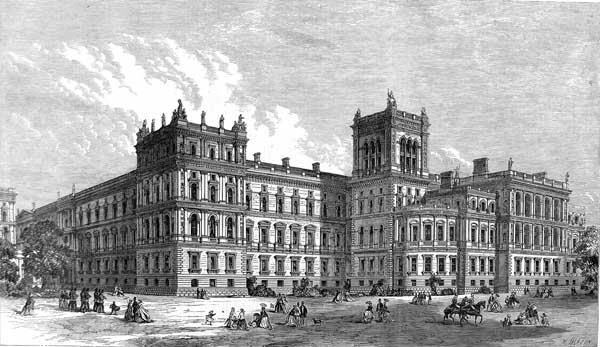
Foreign and Commonwealth Office, Londyn (1862-75)
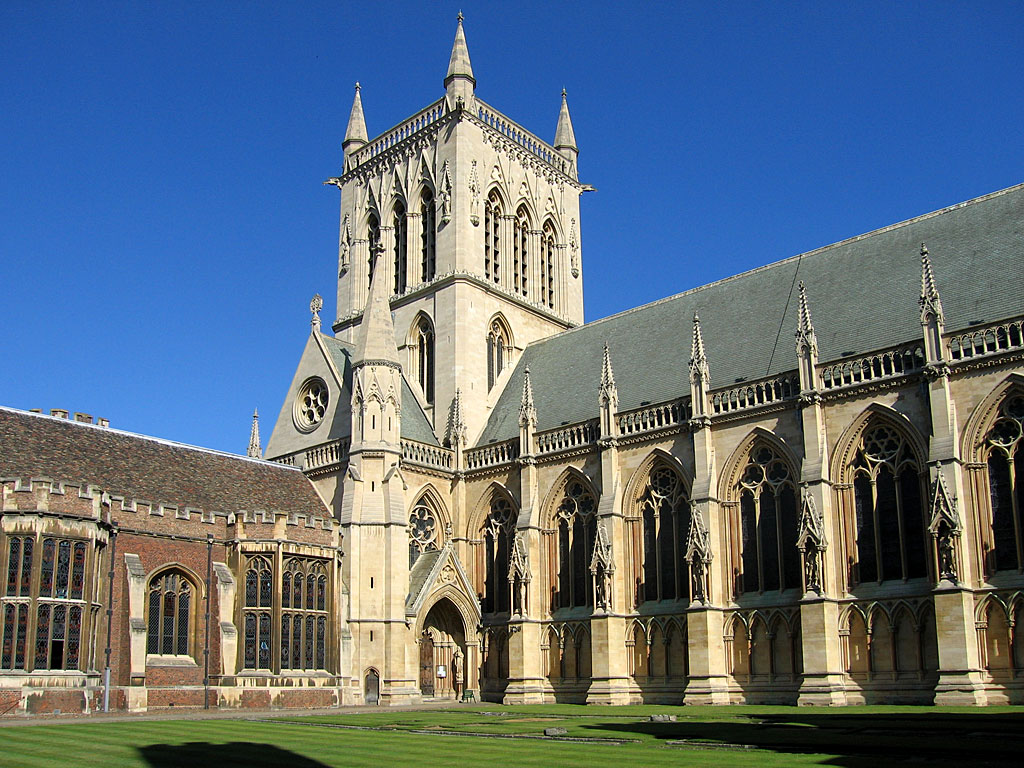
kaplica w St. John’s College, Cambridge (1863-69)
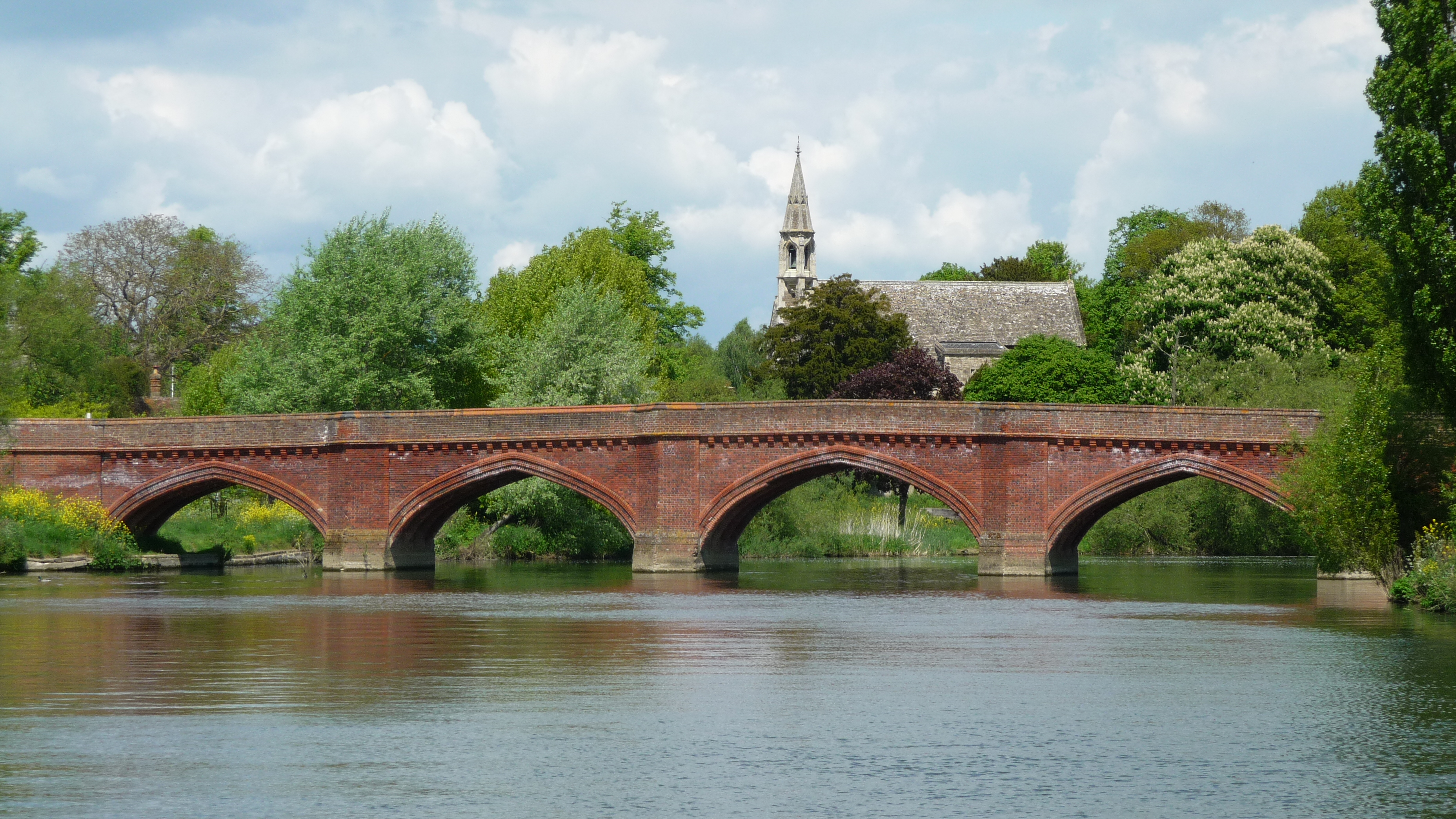
most na Tamizie, Clifton Hampden (1864)
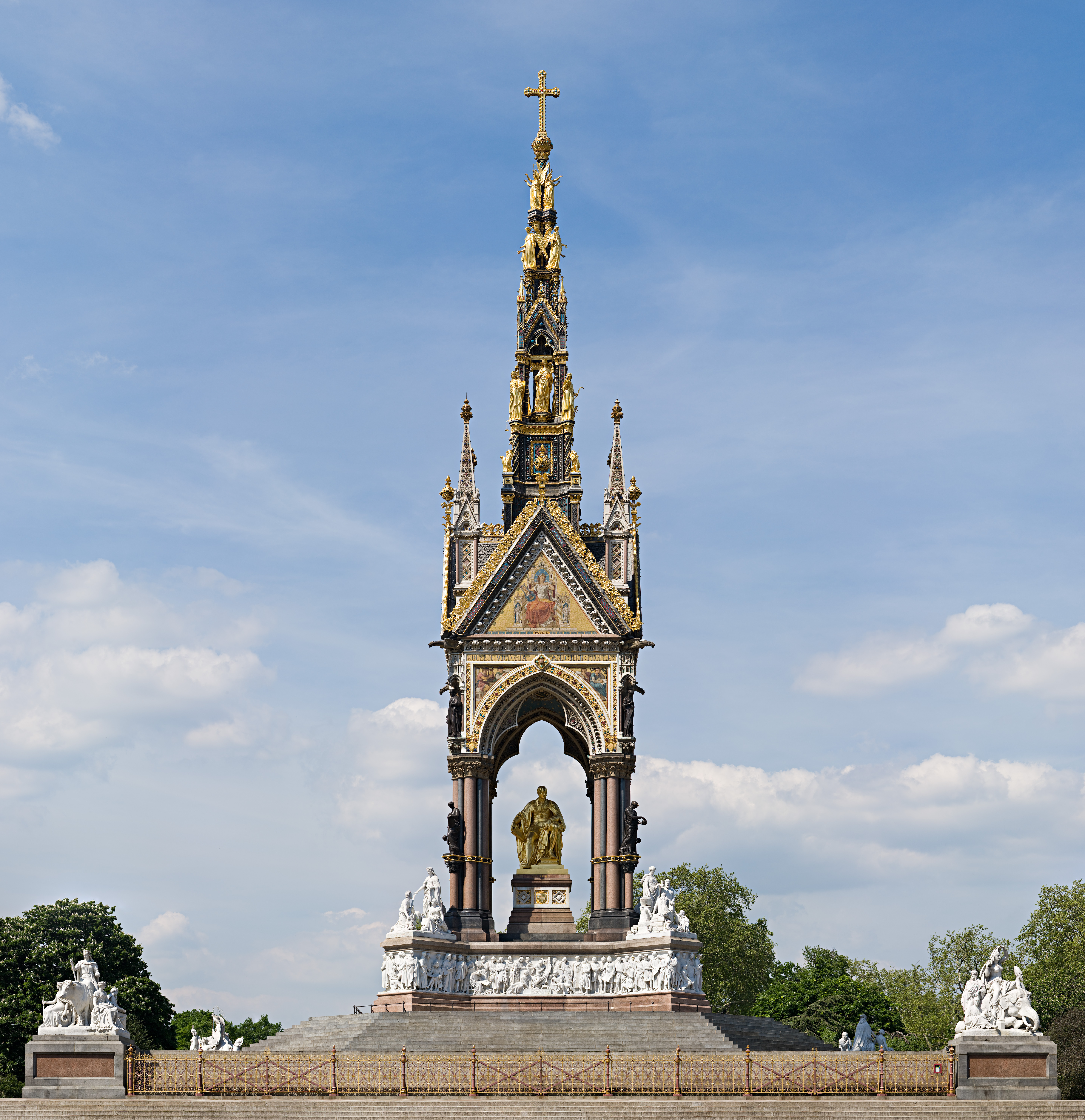
Albert Memorial, Londyn (1864-76)
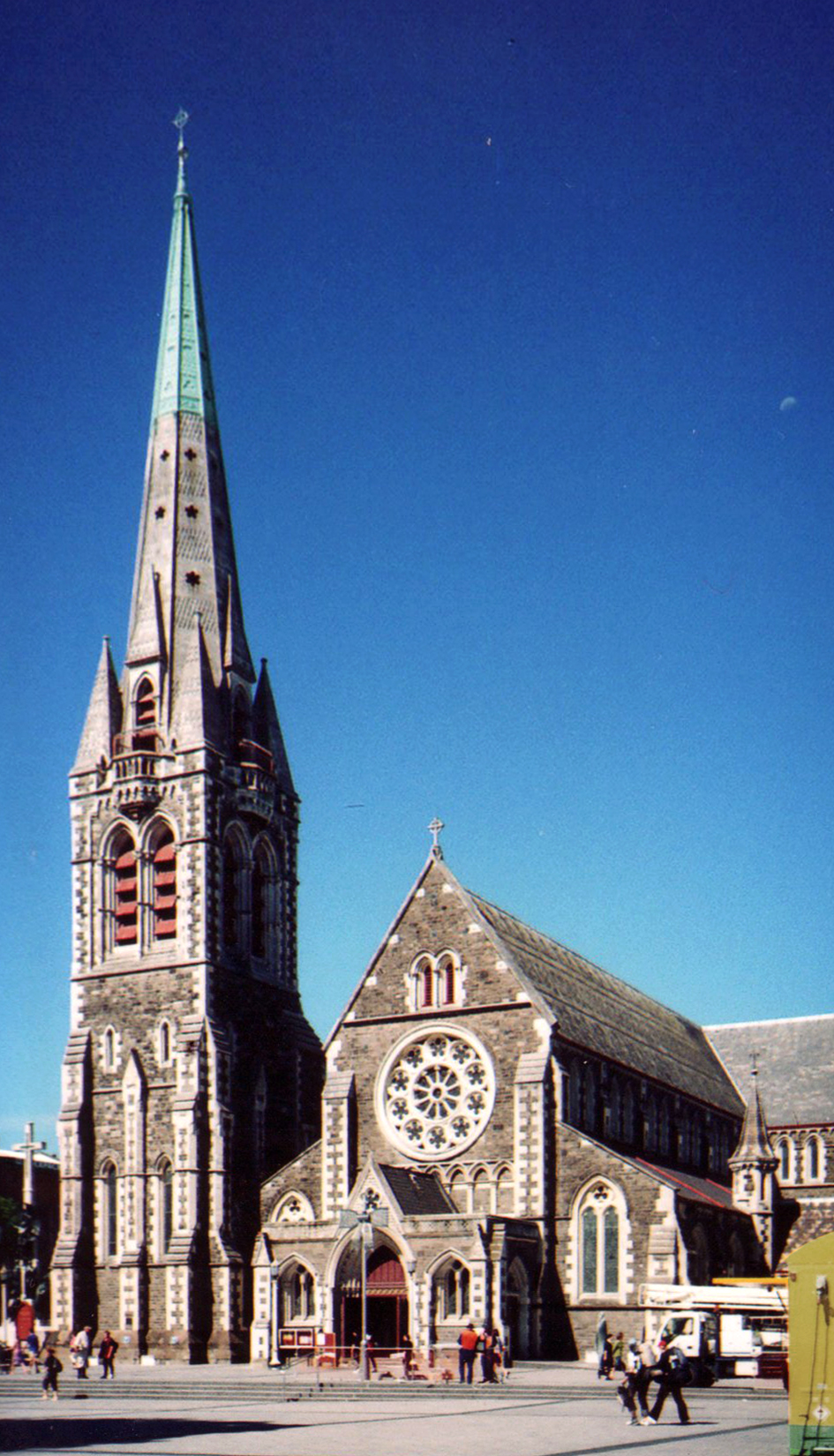
katedra, Christchurch, Nowa Zelandia (1864-1904)
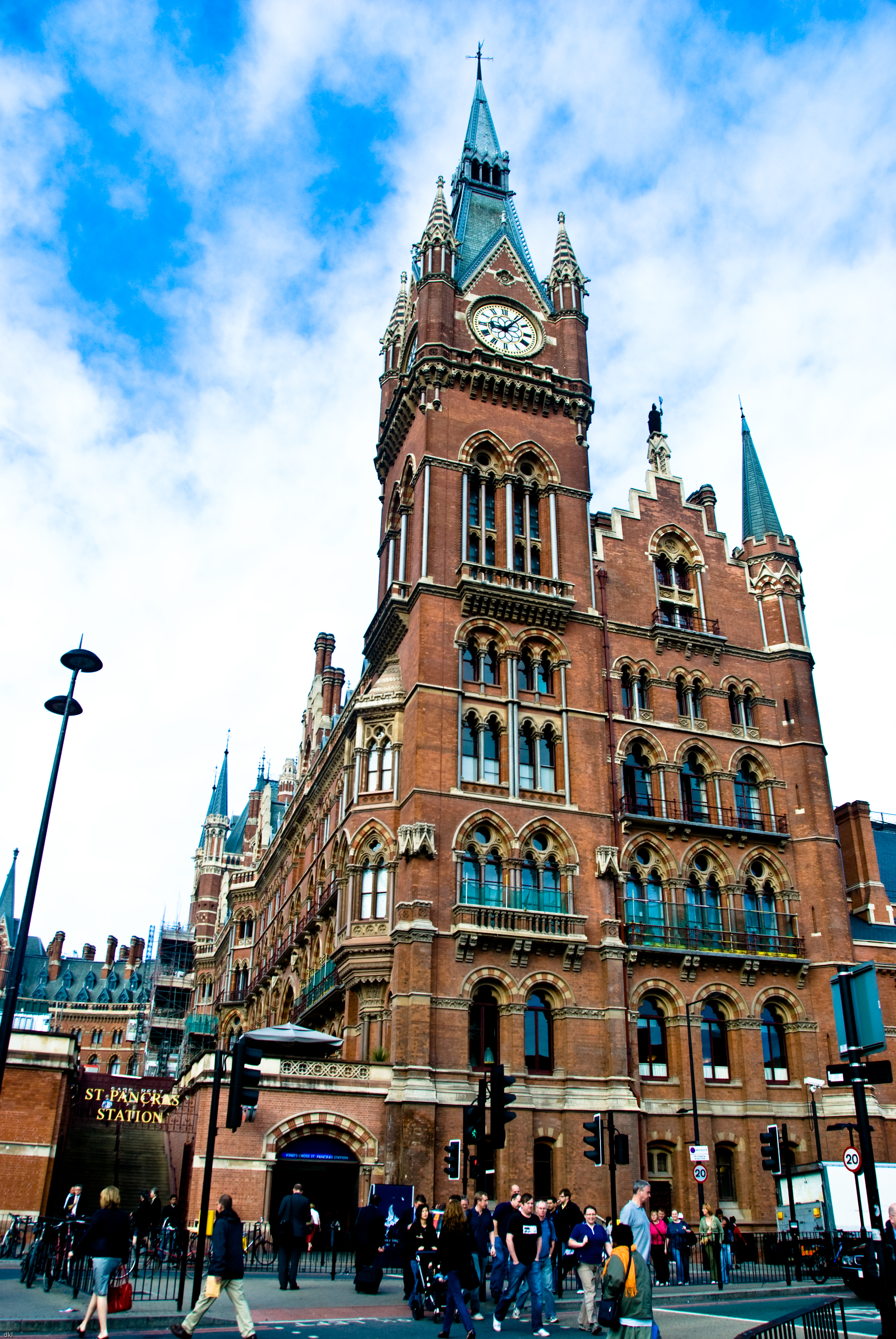
dawny Midland Grand Hotel, stacja St. Pancras, Londyn (1866-76)
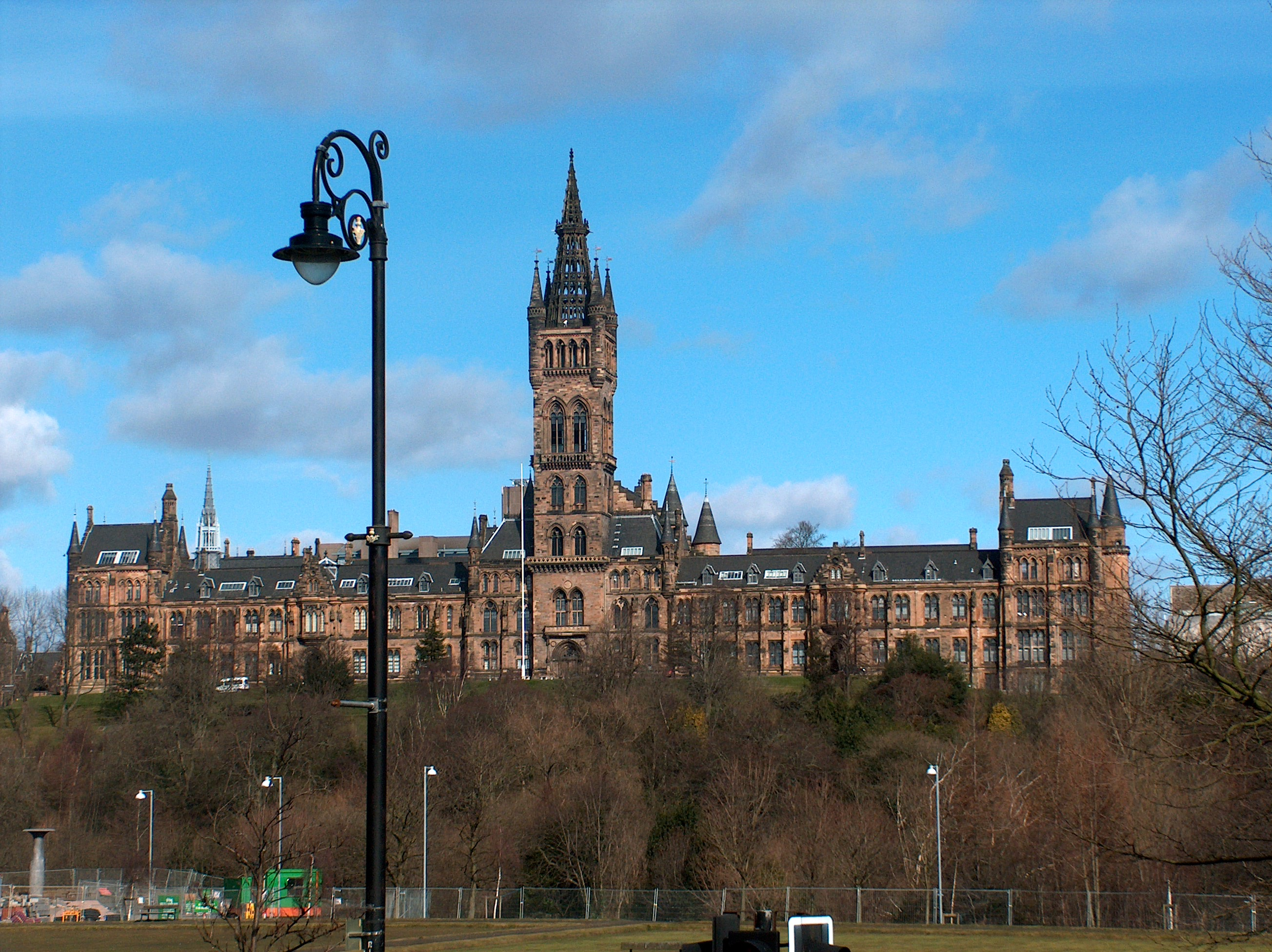
uniwersytet, Glasgow, Szkocja (1867-70)
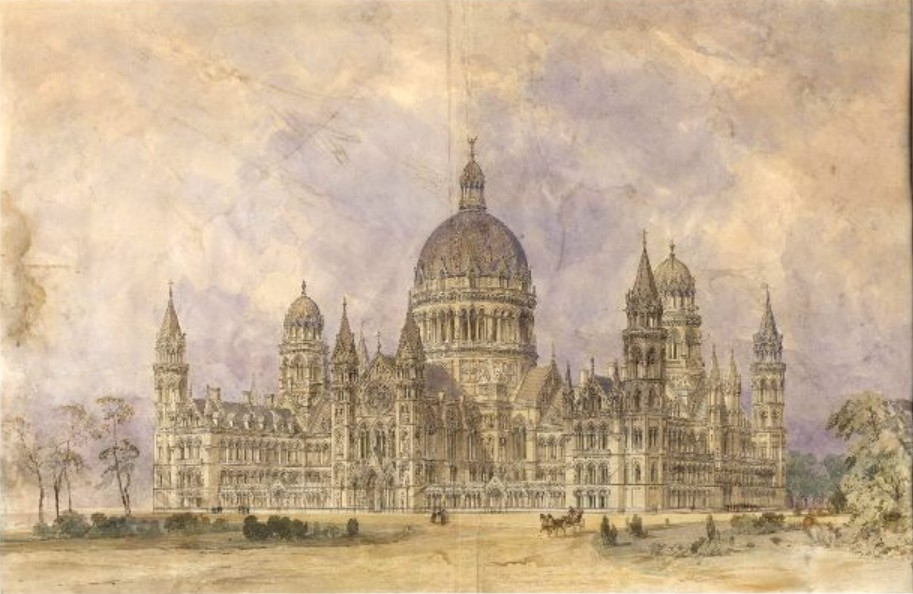
niezrealizowany projekt Reichstagu, Berlin, Niemcy (1872)
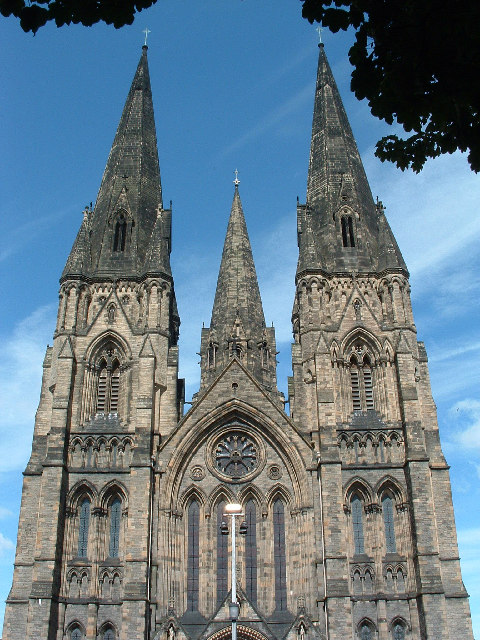
katedra, Edynburg, Szkocja (1874-80)
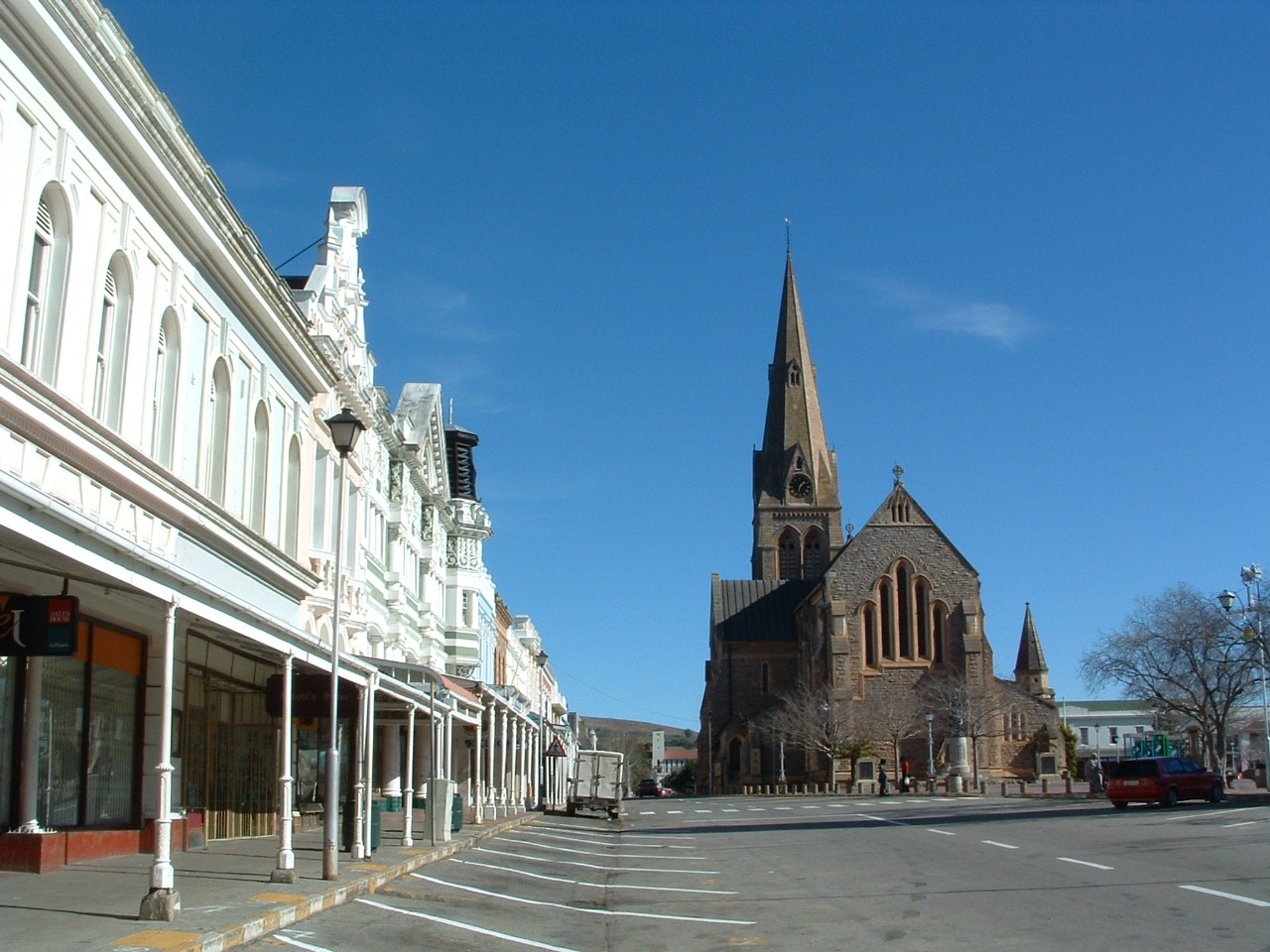
katedra, Grahamstown, Południowa Afryka (1874-78)
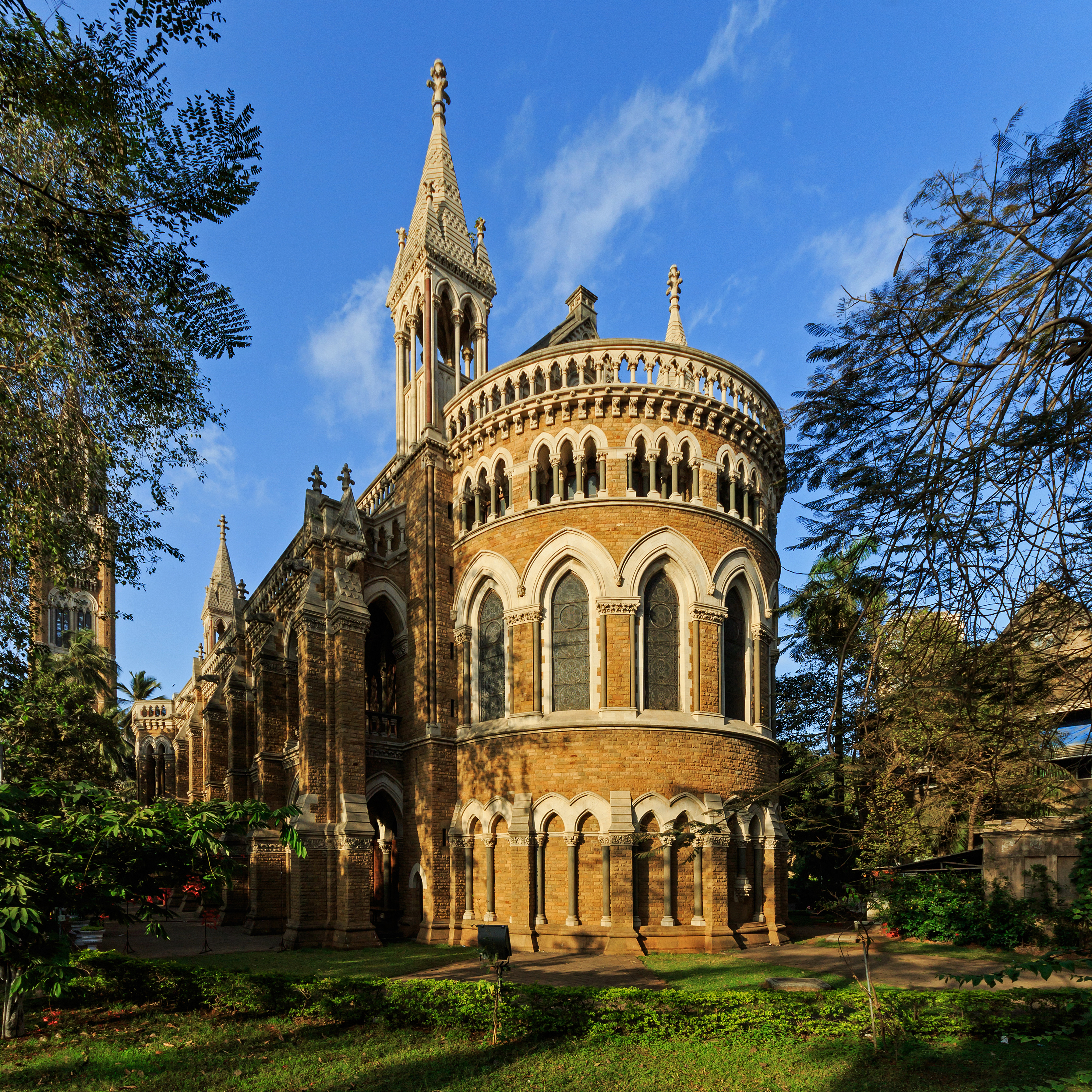
uniwersytet, Bombaj, Indie (1876)
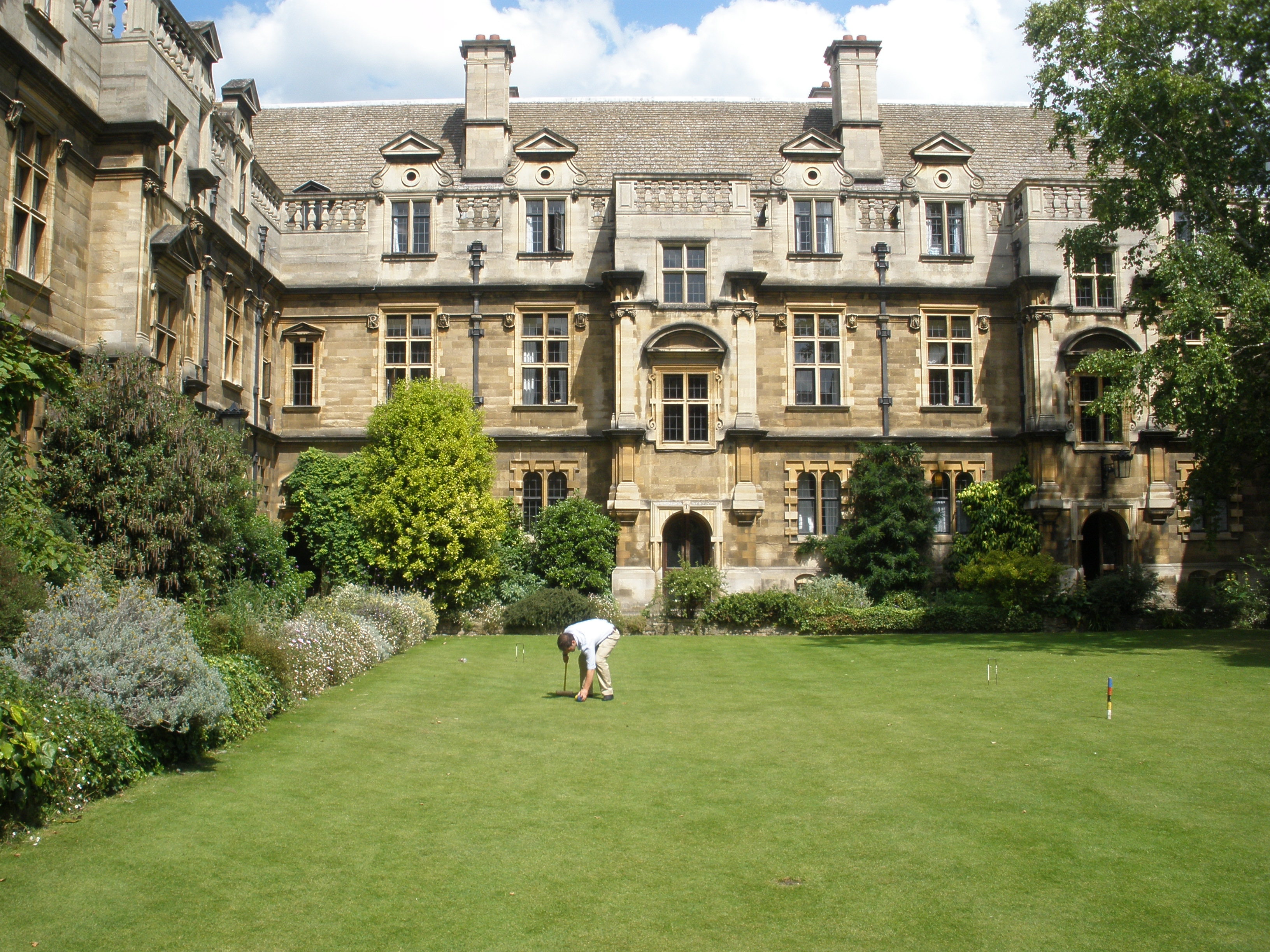
New Court, Pembroke College, Cambridge (1881)